# Kačanická soutěska

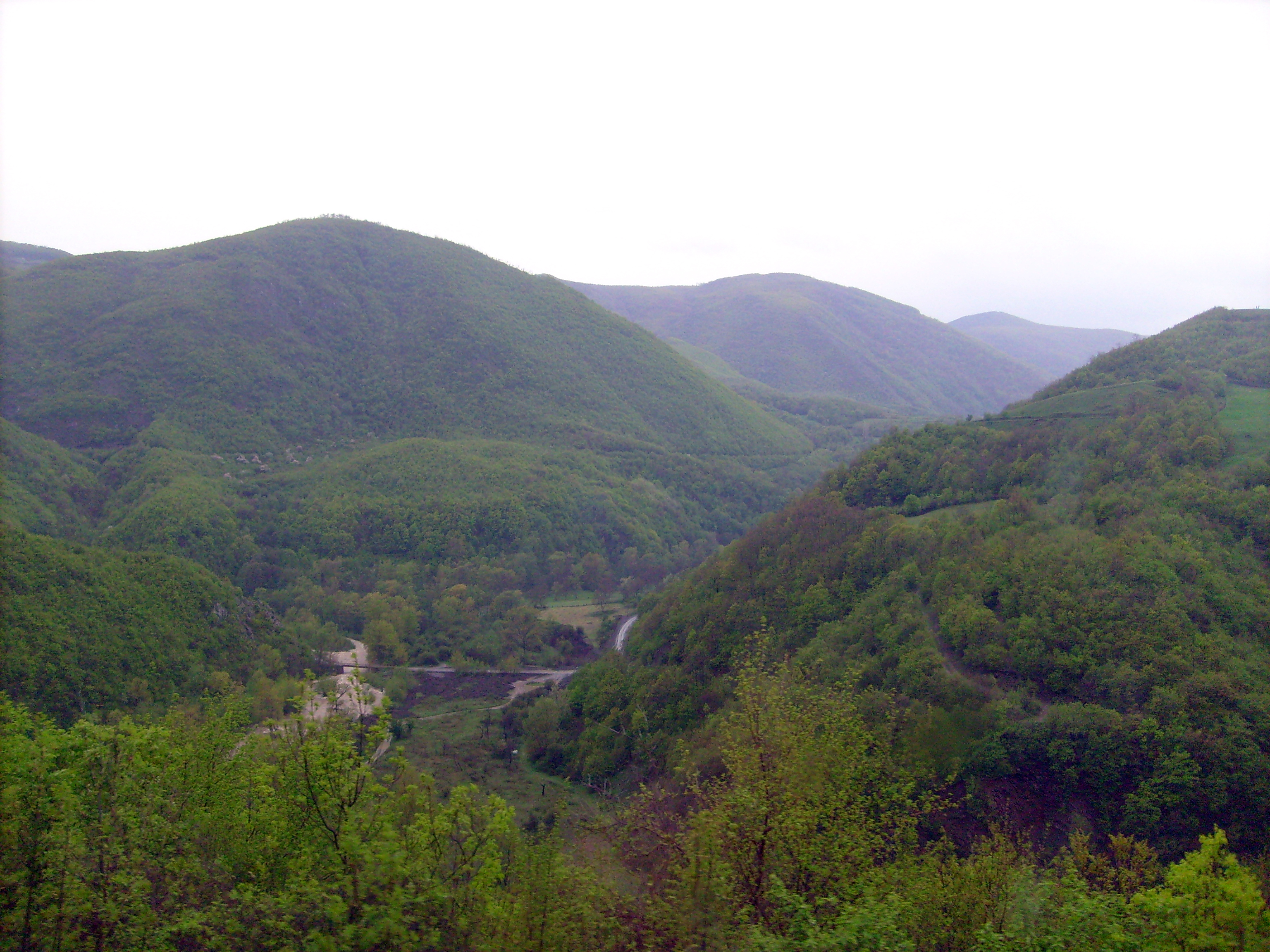
Údolí řeky Lepenac v blízkosti města Elez Han.

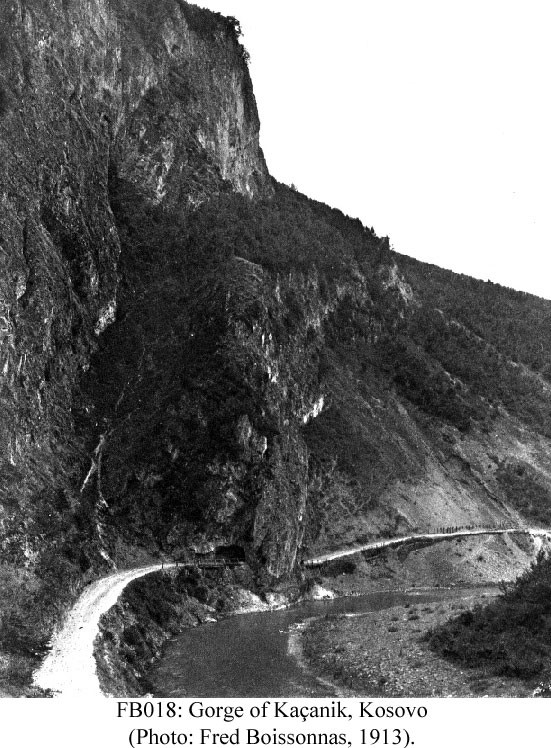
Kačanická soutěska v roce 1913.

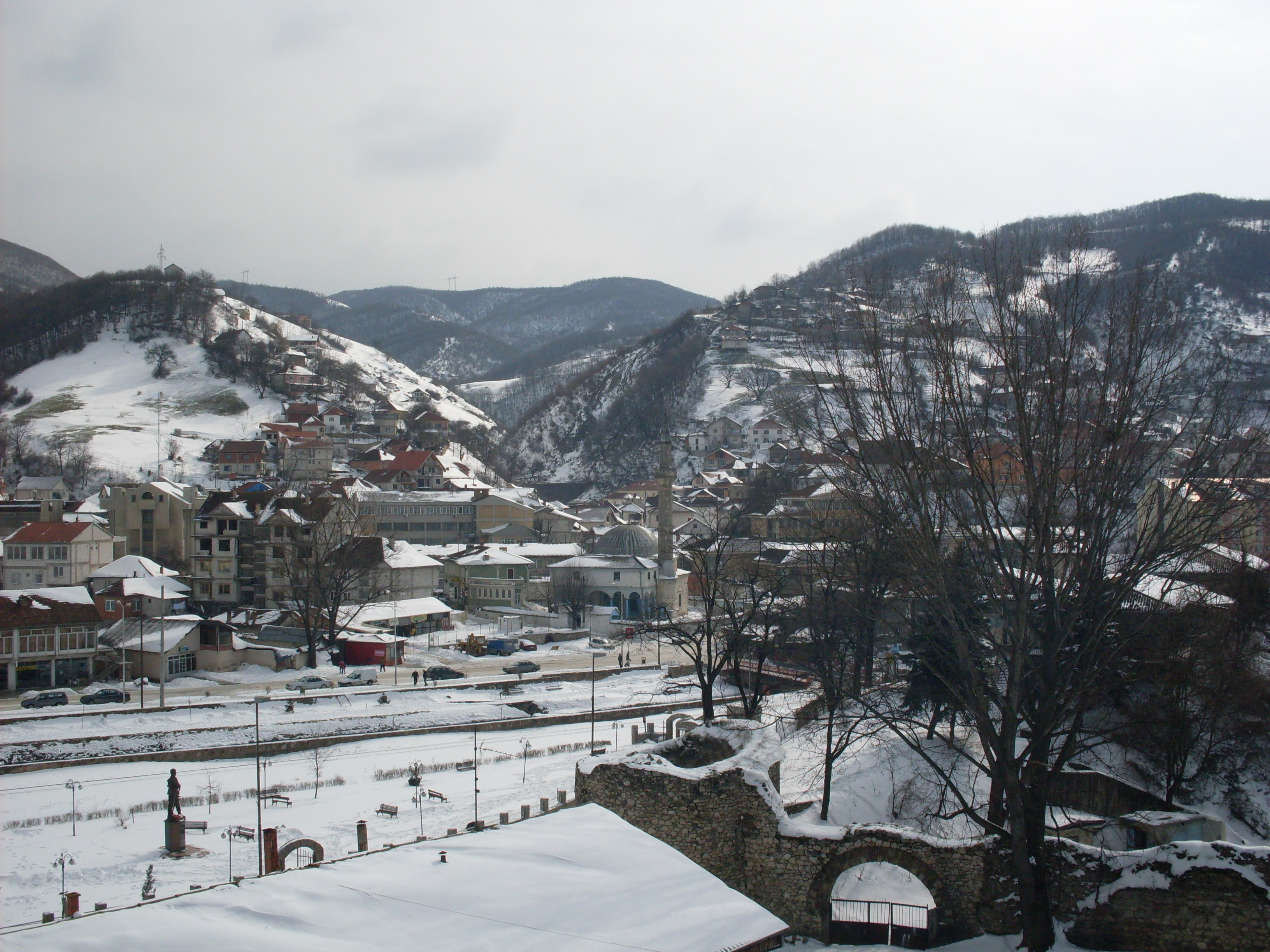
Soutěska s městem Kačanikem v zimě.

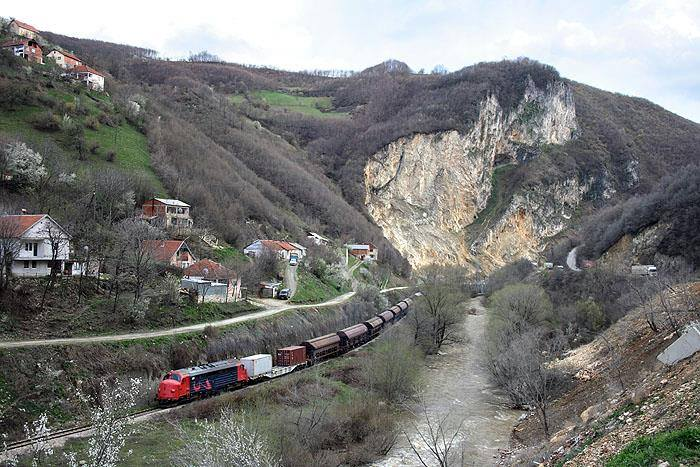
Vlak v kačanické soutěsce.

Kačanická soutěska (albánsky Gryka e Kaçanikut, srbsky Качаничка клисура) je soutěska v jižním Kosovu, údolí řeky Lepenac.

## Název
Soutěska je pojmenována podle největšího města na kosovské straně, Kačanik. Mezi albánskojazyčným obyvatelstvem je také označována jako Drill. Na severním konci se údajně nacházel tzv. Markův kámen podle kralevice Marka. 

## Poloha a přírodní poměry
Soutěska se nachází na jihu Kosova, mezi městy Kačanik a Elez Han, na trase z Uroševace do Skopje. Vyhloubila ji zmíněná řeka Lepenac a dlouhá je celkem 24 km. 
Na severní straně se údolí postupně svírá již jižně od města Uroševac (albánsky Ferizaj). Teprve ale až ve městě Kačanik soutokem řeky Nerodimka a Lepenac vzniká hluboká soutěska. 
Její jižní konec na severomakedonské straně potom přechází v pohoří Šar planina (na západní) a Skopská Černá hora (na východní straně). Strmé skalní stěny soutěsky, které tvoří především vápenec, zakrývá z velké části vegetace a lesy, z menší se zde nachází různé louky, pole nebo pastviny.
Z administrativního hlediska spadá soutěska pod dvě kosovské obce (albánsky Komuna) – Kačanik a Elez Han.

## Obyvatelstvo
Obyvatelstvo je v drtivé většině albánské národnosti a žije ve městě Kačanik a Elez Han a několika okolních vesnicích (Gajre, Lanište, Đurđev Dol, Vrtolnica, Paldenica apod.), které jsou rozmístěny na obou svazích hlubokého údolí. Zástavba měst Elez Han a Kačanik přechází i do hlubokého údolí na jeho obou koncích.
Kačanická soutěska a její okolí je v Kosovu vnímána jako specifický region, bylo tomu tak i v době existence Jugoslávie.

## Historie
V dávných dobách tudy odtékala voda z jezera, které se před mnoha tisíci let vytvořilo na území dnešního Kosova. 
Lokalita soutěsky byla osídlena již v dávnověku, což dokazuje přítomnost lidí zjištěná na několika archeologických nalezištích, např. Paldenica.
V dobách středověku představovala soutěska strategický bod, který zajišťoval přístup ke Kosovu na sever a k Severní Makedonii na jihu. V její blízkosti bylo proto vybudováno několik pevností (např. Kačanická pevnost). 
O soutěce a městě Kačaniku na jejím začátku psal již turecký cestovatel Evlija Čelebi ve svém cestopisu Seyahatname. Samotné město Kačanik vzniklo okolo pevnosti, která chránila přístup právě do této strategicky významné soutěsky. Ona sama měla význam pro Turky nesmírný, neboť byla nejkratší a nejpřímější spojnicí z center říše na území Kosova. 
Během velké turecké války v roce 1699 se zde střetla vojska Habsburské monarchie a Osmanské říše; v souboji vyhráli nakonec nad Rakušany Turci. Turecké vítězství bylo zaznamenáno v ústní lidové slovesnosti místního obyvatelstva a zachyceno v 19. století.[zdroj?]
V roce 1794 zde byl Turky vybudován tunel v délce 15 metrů a výšce 2,5 s pamětní deskou. Tunel zanikl během války v Kosovu.
Roku 1895 popsal Kačanickou soutěsku srbský cestovatel Milojko Veselinović, který si povšiml poměrně malého množství skalních stěn (ve srovnání s obdobnými balkánskými kaňony) a naopak značného množství hustých lesů a zalesněných svahů, vhodných pro různé zbojníky, resp. hajduky.
V roce 1910 došlo v soutěsce k bitvě mezi albánskými ozbrojenci a představiteli osmanské moci. Albánce vedl Idriz Seferi a turecké vojsko Shefqet Turgut Pasha. Důvodem pro útok turecké armády byla blokáda železniční trati albánskými vzbouřenci. Turci boj vyhráli, nicméně měli značné ztráty. Událost se stala nedlouho před vypuknutím první balkánské války a definitivní ztrátou oblasti pro Turky. Soutěsku získalo Srbsko, nicméně místní albánské obyvatelstvo vedlo proti Srbům tvrdé boje. Oblíbenou praxí místních ozbrojenců se stalo rychle se před srbskými vojáky vzdát, nicméně zbraně byly částečně skryté a v momentě, kdy opadlo napětí, došlo k útoku na nové pány ze zálohy.
Během první světové války obsadila soutěsku také bulharská armáda, a to dne 26. října 1915 v souvislosti se zhroucením obrany na severu země a rychlým bulharským útokem na jih Srbska. Docházelo zde k četným masakrům hlavně albánského obyvatelstva. Po skončení první světové války zde docházelo k řadě ozbrojených akcí a dlouhodobě zde panoval velký neklid. Území bylo součástí Království Srbů, Chorvatů a Slovinců a později Jugoslávie. Jeho dopravní význam se sice snížil, nicméně stále zůstával značný, neboť se jednalo o klíčovou spojnici Skopje s Kosovem.
V meziválečném období byla lokalita součástí tzv. Vardarské bánoviny, později Kosova v rámci Jugoslávie a od roku 2008 je součástí Kosova v současné podobě.
Po válce v Kosovu zajišťovaly bezpečnost této oblasti jednotky KFOR vyslané z USA a Polska.
Roku 2019 byla v údolí otevřena dálnice.

## Ekonomika
V blízkosti soutěsky se nacházejí četné povrchové lomy, které slouží pro zásobování cementárny Sharrcem v Elez Hanu. 

## Doprava
Soutěskou vede železniční trať a silnice. Trať byla dokončena v roce 1874 a úsek soutěskou patřil k velmi náročným; vznikla řada tunelů i mostů.
Zmíněná silnice (M-2) vede z Prištiny přes Uroševac do Skopje. 
Kromě uvedených dvou komunikací se zde nachází také ještě dálnice R6, která byla zbudována na západní straně soutěsky, resp. přímo nad řekou Lepenac, vedena je po několika Viaduktech a představuje hlavní dopravní spojení z Kosova do Severní Makedonie. V soutěsce nemá dálnice žádné výjezdy.

## Ochrana přírody
Kačanická soutěska není součástí žádného území ochrany přírody.